# Здиня (річка)
Здиня (пол. Zdynia (rzeka), Zdynianka) — гірська річка в Польщі, у Горлицькому повіті Малопольського воєводства. Права притока Ропи, (басейн Балтійського моря) на Лемкіщині.

## Опис
Довжина річки приблизно 21,40 км, падіння річки 200 м, похил річки 9,35 м/км, найкоротша відстань між витоком і гирлом — 15,50 км, коефіцієнт звивистості річки — 1,38. Формується притоками, багатьма безіменними струмками та частково каналізована..

## Розташування
Бере початок на північних схилах гори Бескид (691 м) на висоті 550 м над рівнем моря (гміна Устя-Горлицьке). Тече переважно на північний захід через село Ждиню, Смерековець, Квітонь і на висоті 250 м над рівнем моря у селі Устє Руське впадає у річку Ропу, ліву притоку Вислоки.

## Притоки
- Сидлява, Регетувка (ліві); Гладишівка (права)[3].

## Цікавий факт
- Навколо річки пролягають туристичні шляхи, яки на мапі туристичній значаться жовтими, зеленим, синіми та червоним кольорами[3].